# 粟米草
粟米草（学名：Mollugo stricta）为番杏科粟米草属下的一个种。

## 扩展阅读
維基物種上的相關：粟米草
[在维基数据编辑]
 《植物名實圖考·粟米草》，出自吳其濬《植物名實圖考》